# NGC 4832
NGC 4832 је лентикуларна галаксија у сазвежђу Кентаур која се налази на NGC листи објеката дубоког неба.
Деклинација објекта је - 39° 45' 43" а ректасцензија 12h 57m 47,4s. Привидна величина (магнитуда) објекта NGC 4832 износи 11,6 а фотографска магнитуда 12,6. NGC 4832 је још познат и под ознакама ESO 323-51, MCG -6-29-1, DCL 420, PGC 44361.